# オートケーキ
オートケーキ(oatcake)はクラッカーやビスケットに似たフラットブレッドの一種とされ、レシピによって形はクレープやパンケーキ状である。主な材料はオートミールで、時に普通の小麦粉や全粒粉を使うこともある。グリドルかオーブンで焼く。

## 歴史

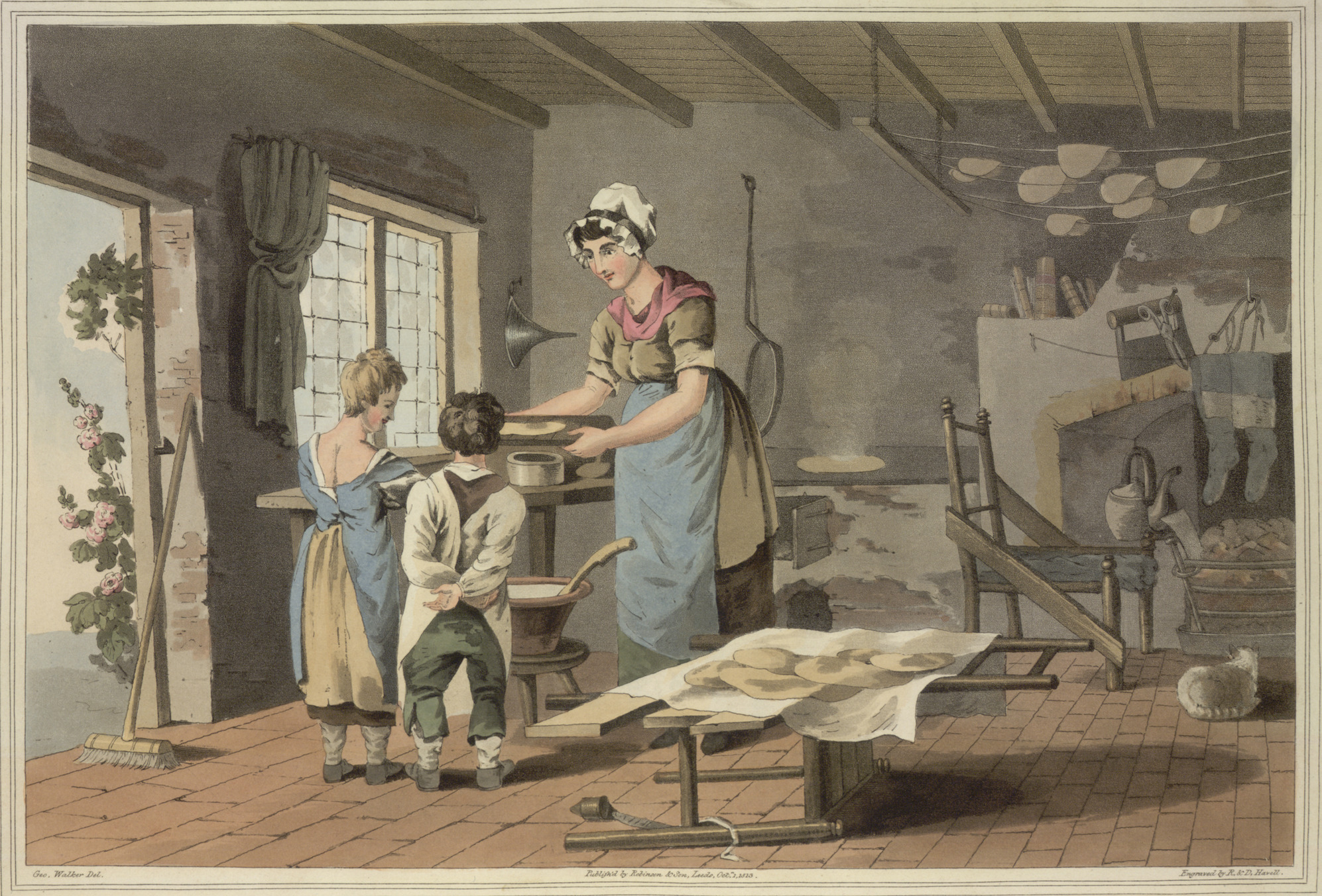
オートケーキを焼く女性。ジョージ・ウォーカー画 (「The costume of Yorkshire」の挿絵IX、1814年)

オートケーキは遅くとも西暦43年にイギリスがローマに征服された時から記録に残り、それ以前にもスコットランドにあったとする文献が伝わっている。また「スコットランドでは数世紀にわたりパンといえばオートケーキだった」とされてきた。
年代記作家ジャン・ルベル(Jean Le Bel)は西暦1357年-1360年頃にベギン会の修道女が「聖体拝領のウェーハのような小ぶりのパンケーキ」を作ったと記述しており、これはスコットランドのオートケーキを述べた最も初期の説明と考えられる。 

## 地域ごとの味
さまざまな国や地域ごとに、手に入る素材に合わせたレシピが生まれ、オートケーキの作り方は幅が広い。 

### イギリス
典型的なスコットランド料理と見なされてきたオートケーキは、その他の場所でもまた長く作られてきた。スコットランドの朝食でトーストの代わりにオートケーキを出すことがある。 
イングランドのエリザベス2世の朝食にはふだんからスコットランドのオートケーキが並び、オートケーキ製造販売のウォーカーズ社は英国王室御用達を受けている。デーヴィッド・キャメロンは首相時代、スコットランドのオートケーキがお気に入りだと発言した。 

#### イングランド地方
1790年代のイギリスの貿易・販売・製造業者の台帳にはバロー＝イン＝ファーネスに近い丘陵地の郷土食「ハイファーネスのパン」を薄いオートケーキと記し、隣のランカシャーで「謎なぞパン」と呼ぶのは生地をふくらませて焼いたオートケーキだと書いてある。スコットランド風と比べるとスタフォードシャーのオートケーキは見た目がパンケーキ型で、材料もオートミールにかなりの量の小麦粉を合わせる。南隣のヨークシャーでは片面のみ焼き、ふんわりとふくらんでいる。

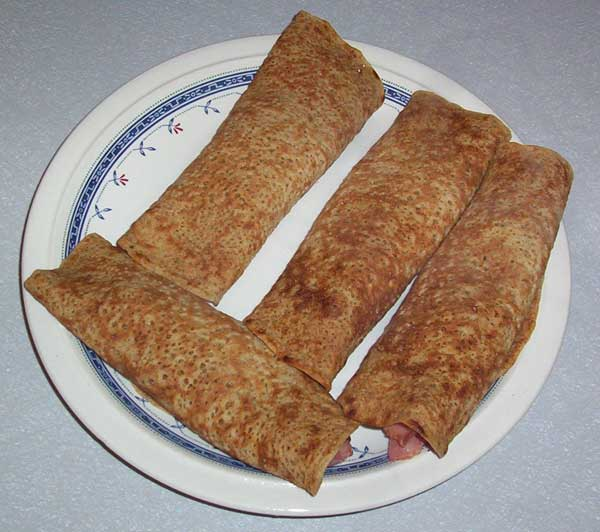
スタフォードシャーのオートケーキ（英語）はクレープのように薄い。
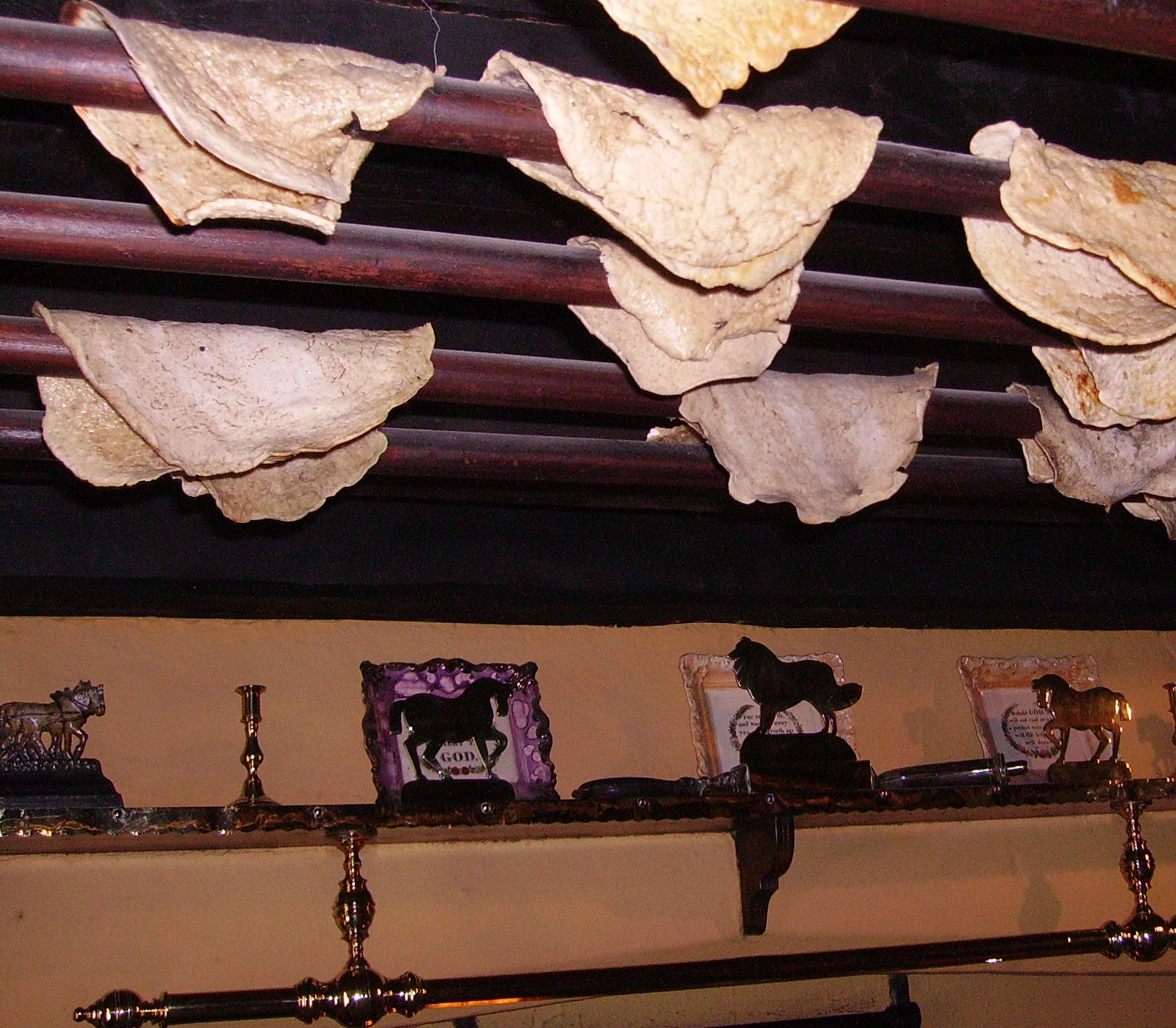
ビーミッシュ博物館（英語）の展示物よりオートケーキを焼き上げたパン屋の店頭。(イングランド北東部・ダラム近郊)

#### スコットランド
スコットランドの発音でオートケーキを焼く鉄板をガードルと呼び、あるいは天板の上で大判の生地 (ラウンド) を焼く。ラウンドが大きい場合は焼く前に四分の一に切り分ける。スコットランド北部で自給できる数少ない穀物がオートムギであり、20世紀に入るまで、主食は小麦ではなくオートムギだった。 
14世紀のスコットランドの兵士は行軍に鉄板とオートムギの押し麦の袋を携えていたという。後世の話によると兵士は鉄板を火にかけ、湿らせた押し麦をひとつかみ焼いてケーキを作ったとある。「空腹を慰める方法を備えていたスコットランド軍が他国の兵隊より長い行軍に耐えたのも、当然といえば当然」だったのである。 
辞書にオートムギ (カラス麦) を定義しようとしたサミュエル・ジョンソン (イングランド出身) は、主食としての用途にもしぶしぶ言及した。 
A grain, which in England is generally given to horses, but in Scotland supports the people.

(イングランドでは馬の飼料にするこの穀類をスコットランドでは人が主に食している。)
ウォルター・スコットの伝えるところでは、ジョージ3世の治世に貴族だった第5代エリバンク卿パトリック・マレー (エディンバラ出身・1703年–1778年) が次のように語ったという。
Yes, and where else will you see such horses and such men?

そうだとも、ほかのどこでああいう男たちとあれほどの馬が見つかるというのだ？
オートケーキの口当たりはオートムギの製粉度合いによって、粗くもきめ細かくもなる。水分量や調理時間にもよるが、ややもちもちとした歯ごたえから、噛みごたえのある硬さまでさまざまである。オートケーキは伝統的に毎食につきものの主な炭水化物の源としてどのような献立にも合わせていた。19世紀以降は一般にスープと肉か魚料理に添えた。現在はときに朝食のパンやトーストの代わりにも供される。 
スコットランドに本拠を置くオートケーキ製造業者に多くのブランドがあるほか、大規模な製造業者を除くと、地元のパン屋がそれぞれ基本的なレシピに店の特徴を反映させて提供する。

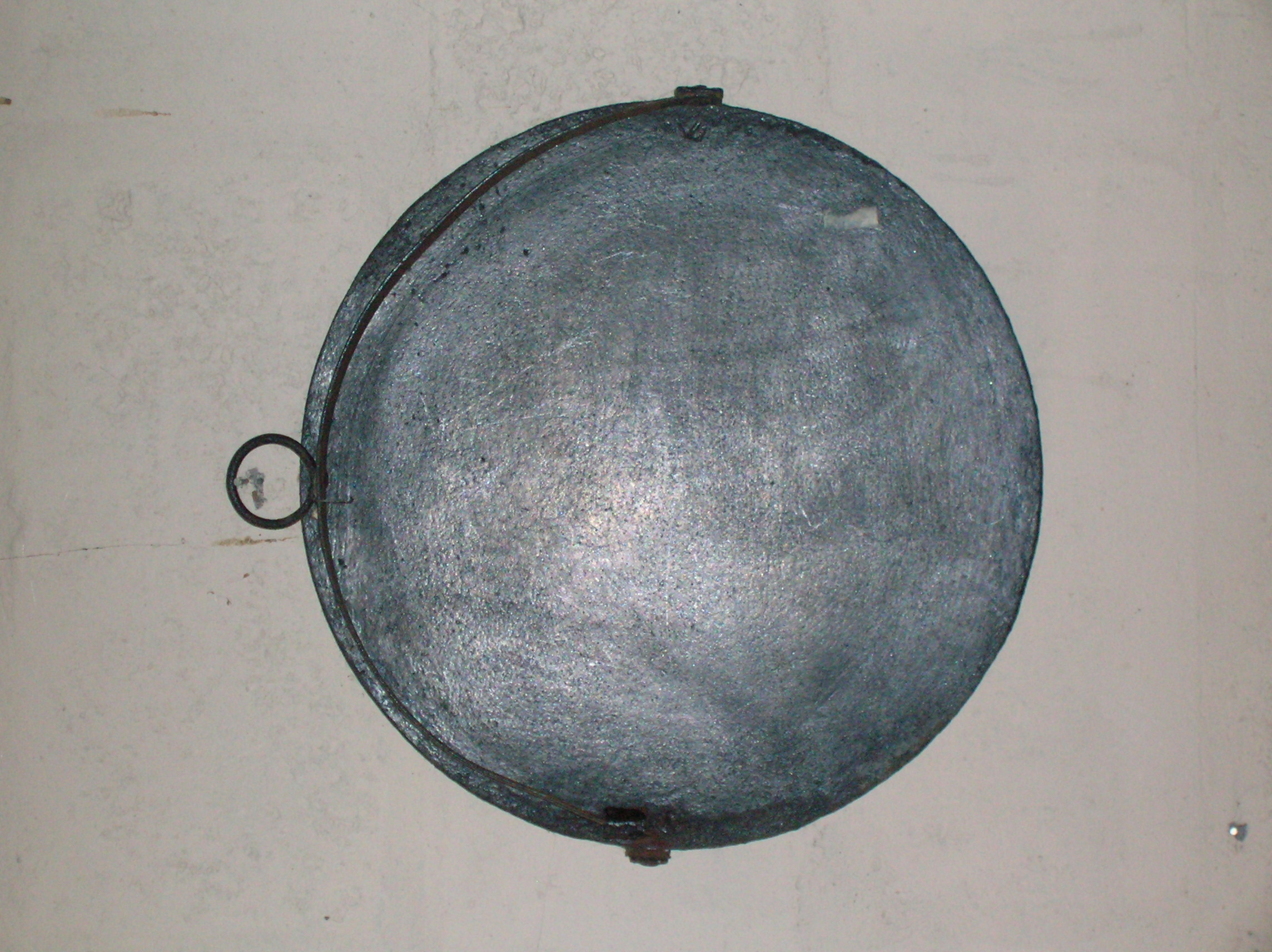
スコットランド方言でガードルと呼ぶ鉄板。オートケーキのほかバノックを焼く。ダルガーヴェンミル民俗博物館 (ノース・エアシャー)
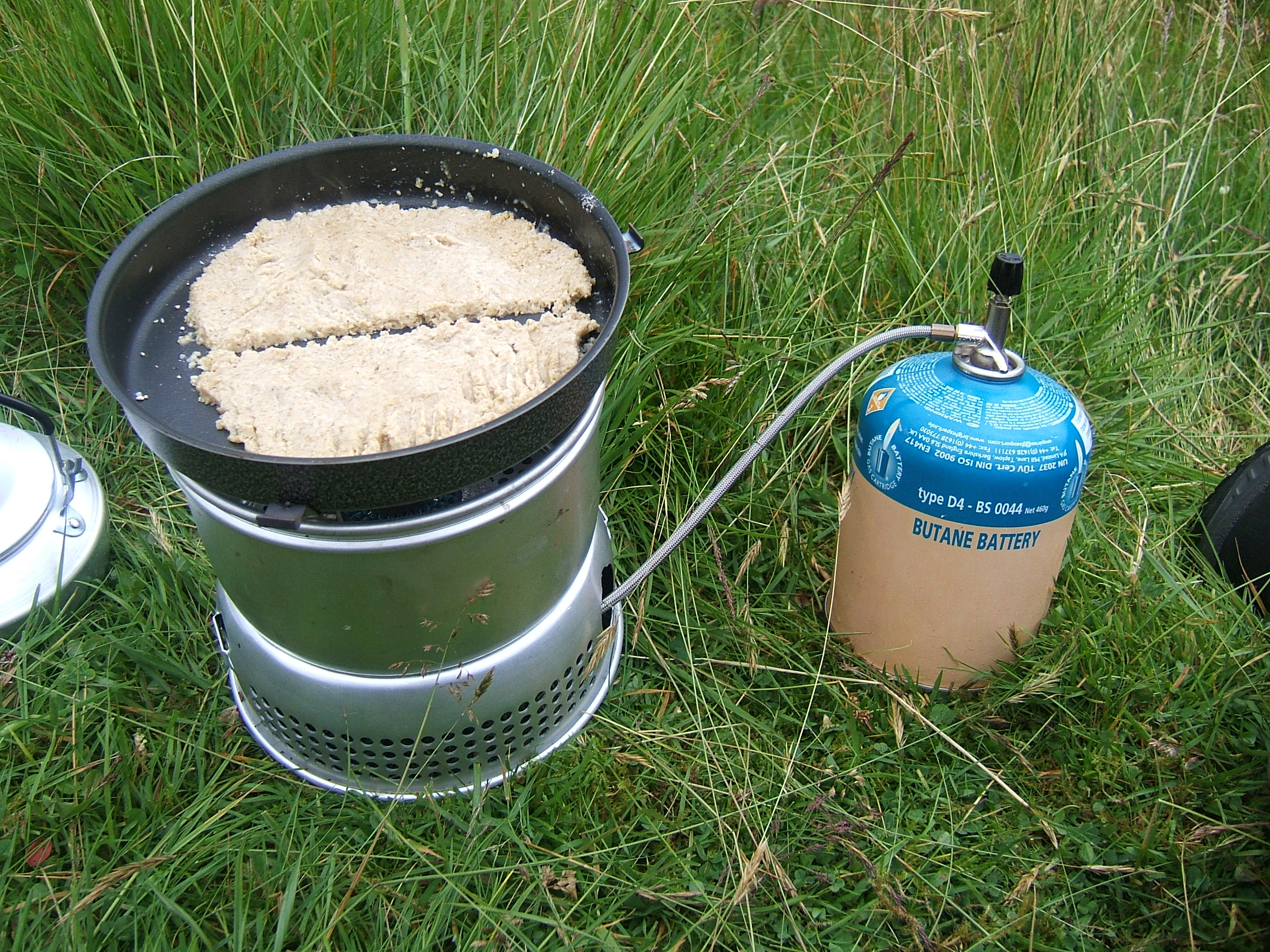
屋外に持ち出した鉄板でオートムギの生地を焼く
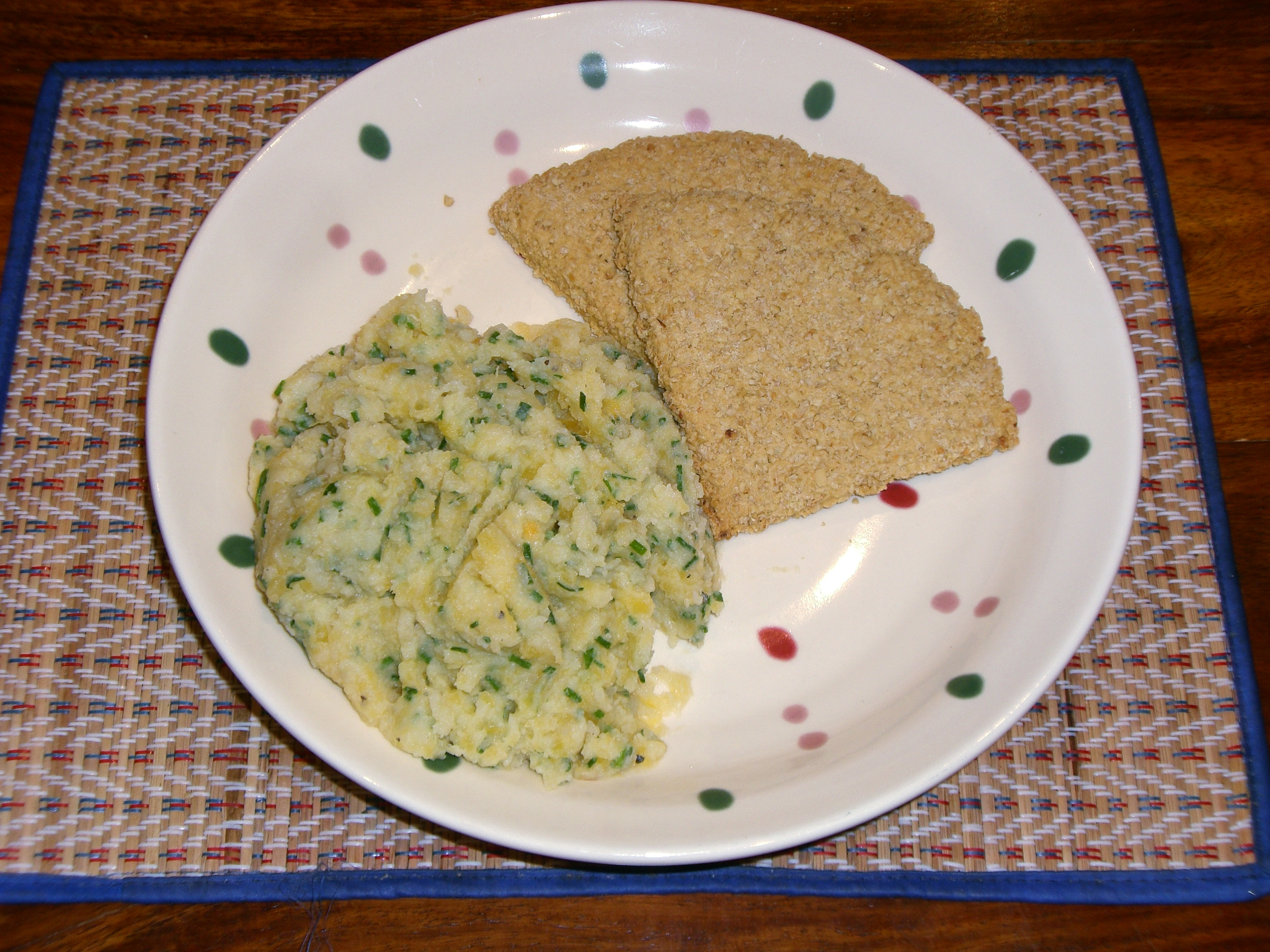
スコットランドの郷土食。オートケーキに添えたクラップショットは、ルタバガを混ぜたマッシュポテト (画面左下)

#### ウェールズ
ウェールズではオートケーキはおかず用パンケーキに近い。冷めて堅くなったオートケーキを千切り、干鱈と煮るシチューをフィッシュ・アンド・ブリューズ (Fish and brewis) と呼ぶ。

### アイルランド

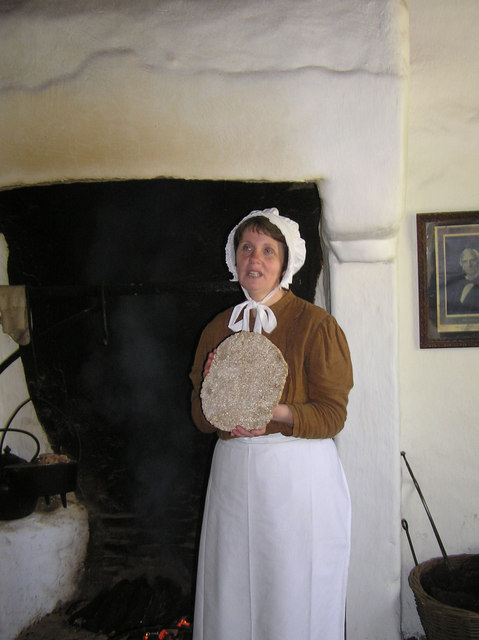
実習で焼き上げたオートケーキを示すアルスター・アメリカ民俗屋外博物館の職員 (北アイルランド)

アイルランドで作るレシピに似たオートケーキを焼くところは、スコットランドの習慣と共通する。北アイルランドでは Ditty's という市販のオートケーキのブランドがよく知られている。

### カナダ
カナダにスコットランド伝統食をもたらしたのは新世界への入植者で、1775年に戦列艦エリザベス号に乗ってプリンスエドワード島に渡った人々の話が伝わっている。エリザベス号は島を目前にして嵐に遭遇、乗船客であった入植者と乗組員は全員、救命艇に乗り移って無事に島に上陸した。3日後、嵐がおさまると人々は荷物や食糧を回収しに船に戻り、波にさらわれずに残ったオートムギ入りの樽をいくつか見つけたという。海水についた穀物は砂まみれだったが、人々は3日ぶりの食事をとろうと荷物からフライパンを取り出し、オートケーキを焼く準備に取り掛かった。このときのことをある入植者が日記に書きとめている。「これは外側が真っ黒に焦げていて、中はまったく生焼けだったのだが、こんなに甘美な糖蜜は生まれてから初めてだと感じた。」
主食として食卓にのぼらなくなったオートケーキは、しだいにアフタヌーンティーのメニューに移っていく。レシピも甘いスイーツや塩味のものが編み出され、ジャムを塗ったりチーズを添えたりして楽しまれている。